# Biblioteka Narodowa Kazachstanu
Biblioteka Narodowa Kazachstanu – jedna z dwóch bibliotek narodowych Kazachstanu mieszcząca się w Ałmaty, drugą jest istniejąca od 2004 roku Narodowa Biblioteka Akademicka w Astanie.

## Historia
Dekretem O utworzeniu Państwowej Biblioteki Publicznej KASSR z 12 marca 1931 roku Prezydium Centralnego Komitetu Wykonawczego Kazachskiej Autonomicznej Socjalistycznej Republiki Radzieckiej powstała Państwowa Biblioteka Publiczna Kazachskiej SRR. W lutym 1937 roku w setną rocznicę śmierci poety nadano jej imię Aleksandra Puszkina. 9 grudnia 1991 roku Rada Ministrów Kazachstanu przemianowała ją w Bibliotekę Narodową Kazachskiej SRR. Od 1992 roku biblioteka jest członkiem Międzynarodowej Federacji Stowarzyszeń i Instytucji Bibliotecznych (IFLA), Konferencji Dyrektorów Bibliotek Narodowych (CDNL), a od 1993 roku należy do  Eurasian Library Assembly Nonprofit Partnership (BAE). W 2004 roku dekretem rządu z 24 kwietnia podjęto decyzję o utworzeniu Narodowej Biblioteki Akademickiej Republiki Kazachstanu w Astanie.

## Zbiory
W 2017 roku zbiory biblioteki liczyły 6,7 milionów woluminów w 122 językach, w tym 30 tysięcy rzadkich książek. Gdy w1938 roku powstał Dział rękopisów i książek rzadkich wyselekcjonowano 1004 woluminy. Do zbioru rzadkich książek należą między innymi: encyklopedia z XVIII wieku w języku koreańskim, niedostępna w zbiorach bibliotek w Korei, arabskie manuskrypty i arabski podręcznik matematyki z XVIII wieku w trzech tomach którego drugi tom jest dostępny wyłącznie w Kazachstanie. Znajdują się w nim wpisane w 2003 roku  na listę UNESCO Pamięć Świata rękopisy Chodży Ahmada Jasawiego.

## Budynek
Budynek w którym mieści się Biblioteka Narodowa Kazachstanu został zbudowany w 1970 roku na podstawie projektu Instytutu Kazgorstroyproekt. Jest to trzypiętrowy budynek z dwoma dziedzińcami, które pełnią rolę świetlików. W piwnicy mieści się główny magazyn. W budynku północnym mieści się administracja, a w południowym 14 czytelni dla 1500 czytelników. W 2015 roku budynek biblioteki został wpisany na listę zabytków historii i kultury kazachskiej SRR i został objęty ochroną państwa jako Pomnik Historii i Kultury. 